# 原石文化
海宁原石文化传媒股份有限公司（新三板除牌前：839337，简称：原石文化）于2013年11月14日于浙江省海宁市中国(浙江)影视产业国际合作实验区基地海宁市影视科创中心注册成立，办公总部位于北京市朝阳区，是一家影视传媒公司，主营业务为电视剧播映权销售，该类业务收入占主营业务收入的比例高达99.54%。2016年10月，原石文化在全国中小企业股份转让系统挂牌交易，主办券商为九州证券股份有限公司。2017年6月，原石文化董事兼总经理吴涛、监事张义锦涉嫌驾照考试替考被警方取保候审，引发媒体关注。

## 影视项目
2013年，原石文化成立以来投资拍摄过《崂山道士外传》《遥远的距离》《女管家》等影视作品。2017年5月，原石文化投资拍摄的《野山鹰》开播。2017年6月，原石文化参与了电视剧《超级翁婿》的联合出品。

## 逸闻
2017年6月14日，原石文化发布公告称，6月13日接到通知，公司董事兼总经理吴涛、监事张义锦因涉嫌在中华人民共和国机动车驾驶证考试中有替考行为被北京市公安局大兴分局取保候审，但上述事项预计不会对公司的正常运营和运作产生重大不利影响。9月25日，原石文化发布公告称，吴涛、张义锦免于被起诉，被解除取保候审措施。由于此事过于离奇，引发媒体关注。